# Revolution Love
Revolution Love è il secondo disco degli Underdogs, pubblicato dalla Go Down Records nel 2011.

## Il disco
È stato registrato tra marzo 2010 e gennaio 2011 al Discovery studio di San Donà di Piave, il mastering è stato effettuato da Alfredo Gentili presso lo studio Go Down di Savignano sul Rubicone.
Sandro Vazzoler durante l'estate è stato sostituito da Alberto Trevisan, attuale batterista della band.
Il disco è stato accompagnato dal video di Prove you wrong.

## Tracce
1. Prove you wrong – 4:14
2. Beautiful optional girl – 4:42
3. (feel like) Mad cow – 4:36
4. Helpless – 4:36
5. Half a job – 3:51
6. Into the wild (O.W.K.) – 6:23
7. Motherfuzzers – 5:46
8. Miss ruler – 4:15
9. Devil dancing (pyramida) – 5:35
10. Winter moon – 6:18

Testi di Simone Vian, Musiche Underdogs

## Formazione
- Simone Vian - basso e voce
- Michele Fontanarosa - chitarra
- Sandro Vazzoler - batteria

### Altri musicisti
- Gabriele Fiori (Black Rainbows) - voce nella traccia Into the wild